# Primghar
Primghar es una ciudad ubicada en el condado de O'Brien en el estado estadounidense de Iowa. En el Censo de 2010 tenía una población de 909 habitantes y una densidad poblacional de 253,77 personas por km².

## Geografía
Primghar se encuentra ubicada en las coordenadas 43°5′11″N 95°37′15″O / 43.08639, -95.62083. Según la Oficina del Censo de los Estados Unidos, Primghar tiene una superficie total de 3.58 km², de la cual 3.58 km² corresponden a tierra firme y (0%) 0 km² es agua.

## Demografía
Según el censo de 2010, había 909 personas residiendo en Primghar. La densidad de población era de 253,77 hab./km². De los 909 habitantes, Primghar estaba compuesto por el 96.48% blancos, el 0.33% eran afroamericanos, el 0.33% eran amerindios, el 0.44% eran asiáticos, el 0% eran isleños del Pacífico, el 0.88% eran de otras razas y el 1.54% pertenecían a dos o más razas. Del total de la población el 2.2% eran hispanos o latinos de cualquier raza.